# Петров, Сергей Андреевич (футболист)
Серге́й Андре́евич Петро́в (2 января 1991, Никольское, Тосненский район, Ленинградская область) — российский футболист, защитник ФК «Краснодар».
Рекордсмен по количеству матчей за футбольный клуб «Краснодар».

## Клубная карьера

### «Зенит»
До третьего класса занимался в футбольной школе родного Никольского. В 16 лет оказался в «Зените». С 2008 по 2010 год выступал в молодёжном первенстве. В 2009 стал чемпионом этого турнира. В том сезоне сыграл 16 матчей и забил один гол.
В сезоне 2010/11 один раз присутствовал в заявке на матч Лиги Европы, но на поле не выходил.
В основном составе дебютировал 13 марта 2011 года в матче 1-го тура чемпионата России против «Терека»: из-за травм полузащитников Владимира Быстрова и Сергея Семака, а также дисквалификации Игоря Денисова был включён в заявку на игру, вышел на замену на 90-й минуте вместо Сабольча Хусти.

### «Крылья Советов»

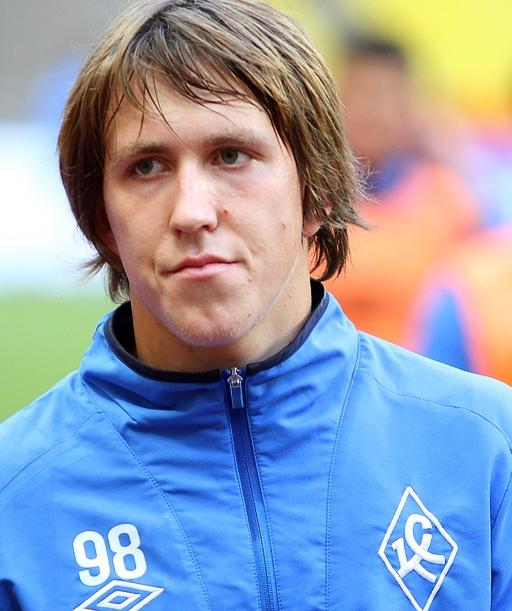
Сергей Петров в «Крыльях Советов»

25 июля 2011 года Петров подписал контракт с «Крыльями Советов». За полтора года, проведенных в самарском клубе, он принял участие в 40 матчах, в которых забил 2 гола. В этот период Сергей Петров регулярно вызывался в молодежную сборную России, где играл важную роль и помог команде пробиться в финальный турнир чемпионата Европы 2013 года.
В ходе сезона 2012/2013 Петров отметился забитым мячом в кубковом матче против «Анжи», состоявшемся 31 октября. Однако в этой же игре он получил травму плеча, из-за которой был вынужден пропустить оставшуюся часть осенней стадии чемпионата России.

### «Краснодар»
В декабре 2012 года перешёл в клуб «Краснодар», подписав контракт по схеме «2,5 + 1 год».
Петров закрепился в основе «Краснодара» как универсальный защитник, способный играть на обоих флангах (правый и левый защитник). Его дисциплинированность, выносливость и умение подключаться к атакам сделали его ключевым игроком обороны. С 2013 года он выступает в составе «быков» под номером 98, став символом команды и рекордсменом по количеству матчей за неё — 312 игр во всех турнирах по состоянию на декабрь 2024 года.  В еврокубках (Лига Европы и Лига чемпионов) сыграл 47 матчей, отметившись голом в ворота испанского «Эспаньола» в сезоне 2017/18.
В сезоне 2014/15 Сергей Петров сыграл важную роль в завоевании клубом бронзовых медалей РПЛ, приняв участие в 22 матчах и отдав 1 голевую передачу. В следующем сезоне 2015/16 он достиг личного рекорда, забив 3 гола в чемпионате, что стало его лучшим результатом за карьеру. В сезоне 2018/19 Петров внес вклад в европейские выступления команды, сыграв в 10 матчах Лиги Европы, включая квалификационные раунды и групповой этап. Наивысшим достижением в его карьере с «Краснодаром» стало серебро РПЛ в сезоне 2023/24 — первый в истории клуба выход на второе место в чемпионате России.
26 июня 2024 года «Краснодар» продлил контракт с Сергеем Петровым. Срок действия предыдущего трудового соглашения истекал 30 июня 2024 года, дата окончания нового контракта – 30 июня 2025 года.
Петров стал важной частью «Краснодара» в сезоне 2024/25. В первой половине сезона Петров провёл 12 матчей в стартовом составе – больше, чем в трёх из четырёх предыдущих розыгрышей РПЛ. На фоне конкуренции с молодыми и иностранными игроками, а также с учётом возраста, его возвращение на стойкий уровень выступлений отмечается как одно из заметных достижений сезона. Петрова многие эксперты выделяли как одного из лучших правых защитников первого круга чемпионата.
По итогам сезона 34-летний защитник не только установил новый клубный рекорд по количеству проведённых матчей (322 игры), но и стал вместе с командой чемпионом России. В чемпионском сезоне он принял участие в 27 матчах Российской премьер-лиги, проведя на поле 1704 минуты и выходя в стартовом составе в 78% случаев. С учётом возраста футболиста тренерский штаб провёл тактическое перепрофилирование Петрова перед началом сезона: количество его кроссов с фланга сократилось на 20 % по сравнению с сезоном 2023/24, а основной акцент в его действиях сместился на организацию игры из глубины.
26 мая 2025 года продлил контракт с клубом до лета 2026 года.

## Карьера в сборной
Дебютировал за сборную России 6 сентября 2016 года в товарищеском матче со Сборной Ганы.
13 октября 2019 года Сергей провёл первый официальный матч за Россию против сборной Кипра в рамках отборочного турнира Евро-2020, но получил травму и покинул поле в конце первого тайма.
19 ноября 2019 года он забил свой дебютный мяч за сборную России в матче против Сан-Марино.
Всего за национальную команду Петров провёл 5 матчей (3 победы, 2 поражения), забив один гол.

## Игровой стиль
Правый защитник, но универсальность и тактическая дисциплина позволяют играть и на позиции левого защитника. Сергей эффективно действует как в оборонительных, так и в атакующих эпизодах, демонстрируя уверенную игру на фланге. 

## Статистика выступлений

### Клубная
| Выступление      | Выступление      | Выступление      | Чемпионат | Чемпионат | Кубки | Кубки | Еврокубки | Еврокубки | Итого | Итого |
| Клуб             | Лига             | Сезон            | Игры      | Голы      | Игры  | Голы  | Игры      | Голы      | Игры  | Голы  |
| ---------------- | ---------------- | ---------------- | --------- | --------- | ----- | ----- | --------- | --------- | ----- | ----- |
| Зенит (СПб)      | Премьер-лига     | 2011/12          | 2         | 0         | 0     | 0     | 0         | 0         | 2     | 0     |
| Зенит (СПб)      | Итого            | Итого            | 2         | 0         | 0     | 0     | 0         | 0         | 2     | 0     |
| Крылья Советов   | Премьер-лига     | 2011/12          | 26        | 1         | 0     | 0     | —         | —         | 26    | 1     |
| Крылья Советов   | Премьер-лига     | 2012/13          | 13        | 0         | 1     | 1     | —         | —         | 14    | 1     |
| Крылья Советов   | Итого            | Итого            | 39        | 1         | 1     | 1     | 0         | 0         | 40    | 2     |
| Краснодар        | Премьер-лига     | 2012/13          | 10        | 1         | 0     | 0     | —         | —         | 10    | 1     |
| Краснодар        | Премьер-лига     | 2013/14          | 14        | 1         | 3     | 0     | —         | —         | 17    | 1     |
| Краснодар        | Премьер-лига     | 2014/15          | 22        | 1         | 2     | 1     | 8         | 0         | 32    | 2     |
| Краснодар        | Премьер-лига     | 2015/16          | 24        | 3         | 2     | 0     | 8         | 0         | 34    | 3     |
| Краснодар        | Премьер-лига     | 2016/17          | 17        | 0         | 2     | 0     | 6         | 0         | 25    | 0     |
| Краснодар        | Премьер-лига     | 2017/18          | 28        | 1         | 0     | 0     | 2         | 1         | 30    | 2     |
| Краснодар        | Премьер-лига     | 2018/19          | 22        | 1         | 1     | 0     | 10        | 0         | 33    | 1     |
| Краснодар        | Премьер-лига     | 2019/20          | 27        | 2         | 0     | 0     | 10        | 0         | 37    | 2     |
| Краснодар        | Премьер-лига     | 2020/21          | 10        | 2         | 0     | 0     | 3         | 0         | 13    | 2     |
| Краснодар        | Премьер-лига     | 2021/22          | 15        | 0         | 1     | 0     | —         | —         | 16    | 0     |
| Краснодар        | Премьер-лига     | 2022/23          | 19        | 1         | 10    | 0     | —         | —         | 29    | 1     |
| Краснодар        | Премьер-лига     | 2023/24          | 14        | 0         | 3     | 0     | —         | —         | 17    | 0     |
| Краснодар        | Премьер-лига     | 2024/25          | 27        | 0         | 3     | 0     | —         | —         | 30    | 0     |
| Краснодар        | Премьер-лига     | 2025/26          | 5         | 0         | 1     | 0     | —         | —         | 6     | 0     |
| Краснодар        | Итого            | Итого            | 254       | 13        | 28    | 1     | 47        | 1         | 329   | 15    |
| Всего за карьеру | Всего за карьеру | Всего за карьеру | 295       | 14        | 29    | 2     | 47        | 1         | 371   | 17    |

#### Статистика международных матчей Сергея Петрова
| №  | Дата             | Оппонент            | Стадион                         | Счёт | Голы | Пасы | Карточки | Минуты  | Соревнование                 |
| -- | ---------------- | ------------------- | ------------------------------- | ---- | ---- | ---- | -------- | ------- | ---------------------------- |
| 1  | 24 июля 2014     | Калев (Силламяэ)    | «Кубань», Краснодар             | 5:0  | —    | —    | —        | 90'     | Квалиф.ЛЕ 2014/15 (2Р)       |
| 2  | 7 августа 2014   | Диошдьёр            | «Кубань», Краснодар             | 3:0  | —    | 1    | —        | 90'     | Квалиф.ЛЕ 2014/15 (3Р)       |
| 3  | 21 августа 2014  | Реал Сосьедад       | «Аноэта», Сан-Себастьян         | 0:1  | —    | —    | —        | 90'     | Квалиф.ЛЕ 2014/15 (Плей-офф) |
| 4  | 2 октября 2014   | Эвертон             | «Кубань», Краснодар             | 1:1  | —    | —    | —        | 6' 84'  | ЛЕ 2014/15 (группа Н)        |
| 5  | 23 октября 2014  | Вольфсбург          | «Кубань», Краснодар             | 2:4  | —    | —    | —        | 10' 80' | ЛЕ 2014/15 (группа Н)        |
| 6  | 6 ноября 2014    | Вольфсбург          | «Фольксваген-Арена», Вольфсбург | 1:5  | —    | —    | —        | 60' 30' | ЛЕ 2014/15 (группа Н)        |
| 7  | 27 ноября 2014   | Лилль               | «Кубань», Краснодар             | 1:1  | —    | —    | 86'      | 90'     | ЛЕ 2014/15 (группа Н)        |
| 8  | 11 декабря 2014  | Эвертон             | «Гудисон Парк», Ливерпуль       | 1:0  | —    | —    | —        | 90'     | ЛЕ 2014/15 (группа Н)        |
| 9  | 6 августа 2015   | Слован (Братислава) | «Пасиенки», Братислава          | 3:3  | —    | —    | —        | 90'     | Квалиф.ЛЕ 2015/16 (3Р)       |
| 10 | 20 августа 2015  | ХИК                 | «Кубань», Краснодар             | 5:1  | —    | —    | —        | 90'     | Квалиф.ЛЕ 2015/16 (Плей-офф) |
| 11 | 27 августа 2015  | ХИК                 | «Bolt Arena», Хельсинки         | 0:0  | —    | —    | —        | 90'     | Квалиф.ЛЕ 2015/16 (Плей-офф) |
| 12 | 17 сентября 2015 | Боруссия (Дортмунд) | «Сигнал Идуна Парк», Дортмунд   | 1:2  | —    | —    | —        | 90'     | ЛЕ 2015/16 (группа С)        |
| 13 | 5 ноября 2015    | ПАОК                | «Кубань», Краснодар             | 2:1  | —    | —    | 84'      | 90'     | ЛЕ 2015/16 (группа С)        |
| 14 | 10 декабря 2015  | Габала              | «Нефтчи Арена», Баку            | 3:0  | —    | —    | —        | 90'     | ЛЕ 2015/16 (группа С)        |
| 15 | 18 февраля 2016  | Спарта (Прага)      | «апет Арена», Прага             | 0:1  | —    | —    | —        | 90'     | ЛЕ 2015/16 (1/16 финала)     |
| 16 | 25 февраля 2016  | Спарта (Прага)      | «Кубань», Краснодар             | 0:3  | —    | —    | —        | 90'     | ЛЕ 2015/16 (1/16 финала)     |
| 17 | 4 августа 2016   | Биркиркара          | «Кубань», Краснодар             | 3:1  | —    | —    | —        | 90'     | Квалиф.ЛЕ 2016/17 (3Р)       |
| 18 | 25 августа 2016  | Партизани           | «Эльбасан Арена», Эльбасан      | 0:0  | —    | —    | —        | 90'     | Квалиф.ЛЕ 2016/17 (Плей-офф) |
| 19 | 15 сентября 2016 | Зальцбург           | «Ред Булл Арена», Зальцбург     | 1:0  | —    | —    | 47' 71'  | 71'     | ЛЕ 2016/17 (группа I)        |
| 20 | 20 октября 2016  | Шальке 04           | «Краснодар», Краснодар          | 0:1  | —    | —    | —        | 90'     | ЛЕ 2016/17 (группа I)        |
| 21 | 3 ноября 2016    | Шальке 04           | «Фельтинс-Арена», Гельзенкирхен | 0:2  | —    | —    | —        | 90'     | ЛЕ 2016/17 (группа I)        |
| 22 | 16 марта 2017    | Сельта              | «Краснодар», Краснодар          | 0:2  | —    | —    | —        | 90'     | ЛЕ 2016/17 (1/8 финала)      |
| 23 | 17 августа 2017  | Црвена звезда       | «Краснодар», Краснодар          | 3:2  | 66′  | —    | —        | 90'     | Квалиф.ЛЕ 2017/18 (Плей-офф) |
| 24 | 24 августа 2017  | Црвена звезда       | «Райко Митич», Белград          | 1:2  | —    | —    | —        | 90'     | Квалиф.ЛЕ 2017/18 (Плей-офф) |
| 25 | 20 сентября 2018 | Акхисарспор         | «Spor Toto Akhisar», Акхисар    | 1:0  | —    | —    | —        | 6' 84'  | ЛЕ 2018/19 (группа J)        |
| 26 | 4 октября 2018   | Севилья             | «Краснодар», Краснодар          | 2:1  | —    | —    | —        | 90'     | ЛЕ 2018/19 (группа J)        |
| 27 | 25 октября 2018  | Стандард            | «Морис Дюфран», Льеж            | 1:2  | —    | 1    | —        | 90'     | ЛЕ 2018/19 (группа J)        |
| 28 | 8 ноября 2018    | Стандард            | «Краснодар», Краснодар          | 2:1  | —    | —    | —        | 90'     | ЛЕ 2018/19 (группа J)        |
| 29 | 29 ноября 2018   | Акхисарспор         | «Краснодар», Краснодар          | 2:1  | —    | 1    | —        | 90'     | ЛЕ 2018/19 (группа J)        |
| 30 | 13 декабря 2018  | Севилья             | «Рамон Санчес Писхуан», Севилья | 0:3  | —    | —    | —        | 90'     | ЛЕ 2018/19 (группа J)        |
| 31 | 14 февраля 2019  | Байер 04            | «Краснодар», Краснодар          | 0:0  | —    | —    | —        | 90'     | ЛЕ 2018/19 (1/16 финала)     |
| 32 | 21 февраля 2019  | Байер 04            | «Бай-Арена», Леверкузен         | 1:1  | —    | —    | —        | 90'     | ЛЕ 2018/19 (1/16 финала)     |
| 33 | 7 марта 2019     | Валенсия            | «Месталья», Валенсия            | 1:2  | —    | —    | —        | 90'     | ЛЕ 2018/19 (1/8 финала)      |
| 34 | 14 марта 2019    | Валенсия            | «Краснодар», Краснодар          | 1:1  | —    | —    | —        | 75' 75' | ЛЕ 2018/19 (1/8 финала)      |
| 35 | 7 августа 2019   | Порту               | «Краснодар», Краснодар          | 0:1  | —    | —    | —        | 90'     | Квалиф.ЛЧ 2019/20 (3Р)       |
| 36 | 13 августа 2019  | Порту               | «Драган», Порту                 | 3:2  | —    | —    | —        | 90'     | Квалиф.ЛЧ 2019/20 (3Р)       |
| 37 | 21 августа 2019  | Олимпиакос          | «Караискакис», Пирей            | 0:4  | —    | —    | —        | 90'     | Квалиф.ЛЧ 2019/20 (Плей-офф) |
| 38 | 27 августа 2019  | Олимпиакос          | «Краснодар», Краснодар          | 1:2  | —    | —    | —        | 56' 56' | Квалиф.ЛЧ 2019/20 (Плей-офф) |
| 39 | 19 сентября 2019 | Базель              | «Санкт-Якоб Парк», Базель       | 0:5  | —    | —    | —        | 90'     | ЛЕ 2019/20 (группа С)        |
| 40 | 3 октября 2019   | Хетафе              | «Краснодар», Краснодар          | 1:2  | —    | —    | —        | 90'     | ЛЕ 2019/20 (группа С)        |
| 41 | 24 октября 2019  | Трабзонспор         | «Шенол Гюнеш», Трабзон          | 2:0  | —    | 1    | —        | 90'     | ЛЕ 2019/20 (группа С)        |
| 42 | 7 ноября 2019    | Трабзонспор         | «Краснодар», Краснодар          | 3:1  | —    | —    | —        | 90'     | ЛЕ 2019/20 (группа С)        |
| 43 | 28 ноября 2019   | Базель              | «Краснодар», Краснодар          | 1:0  | —    | —    | —        | 90'     | ЛЕ 2019/20 (группа С)        |
| 44 | 12 декабря 2019  | Хетафе              | «Колисеум», Хетафе              | 0:3  | —    | —    | —        | 90'     | ЛЕ 2019/20 (группа С)        |
| 45 | 22 сентября 2020 | ПАОК                | «Краснодар», Краснодар          | 2:1  | —    | —    | —        | 90'     | Квалиф.ЛЧ 2020/21 (Плей-офф) |
| 46 | 30 сентября 2020 | ПАОК                | «Тумба», Салоники               | 2:1  | —    | —    | —        | 90'     | Квалиф.ЛЧ 2020/21 (Плей-офф) |
| 47 | 20 октября 2020  | Ренн                | «Роазон Парк», Рен              | 1:1  | —    | —    | —        | 73' 73' | ЛЧ 2020/21 (группа Е)        |

Итого: сыграно матчей: 47 / забито голов: 1; победы: 19, ничьи: 9, поражения: 19.

### Сборная
| Россия | Россия | Россия |
| Год    | Игры   | Голы   |
| ------ | ------ | ------ |
| 2016   | 2      | 0      |
| 2019   | 3      | 1      |
| Всего  | 5      | 1      |

| № | Дата            | Оппонент   | Счёт | Голы | Пасы | Карточки | Минуты  | Соревнование             |
| - | --------------- | ---------- | ---- | ---- | ---- | -------- | ------- | ------------------------ |
| 1 | 6 сентября 2016 | Гана       | 1:0  | —    | —    | —        | 12' 79' | Товарищеский матч        |
| 2 | 9 октября 2016  | Коста-Рика | 3:4  | —    | —    | —        | 1' 90'  | Товарищеский матч        |
| 3 | 13 октября 2019 | Кипр       | 5:0  | —    | —    | —        | 38'     | Отбор ЧЕ-2020 (группа I) |
| 4 | 16 ноября 2019  | Бельгия    | 1:4  | —    | —    | —        | 90'     | Отбор ЧЕ-2020 (группа I) |
| 5 | 19 ноября 2019  | Сан-Марино | 5:0  | 19′  | 2    | —        | 90'     | Отбор ЧЕ-2020 (группа I) |

Итого: сыграно матчей: 5 / забито голов: 1; победы: 3, ничьи: 0, поражения: 2.

## Достижения

### Командные
«Краснодар»
- Чемпион России: 2024/25
- Серебряный призёр чемпионата России: 2023/24
- Бронзовый призёр чемпионата России: 2014/15, 2018/19, 2019/20

### Личные
- В списках 33 лучших футболистов чемпионата России (2): № 3 — 2018/19, 2019/20